# Sami Keinänen
Sami Keinänen (nacido el 13 de mayo de 1973, Rovaniemi, Finlandia) es un bajista finlandés y un exmiembro de la banda Lordi, ganadora del Festival de Eurovisión de 2006. Además fue uno de los fundadores junto a Mr. Lordi y Amen.
Usando el nombre artístico G-Stealer, Keinänen tocó el bajo en la banda desde 1996 hasta 1999, y grabó un álbum, Bend Over And Pray The Lord con ellos. El bajo que utilizaba Sami fue el Ibanez BTB200-IPF, el mismo bajo que usaría posteriormente OX. El álbum sin embargo, no llegó a ser publicado, aunque finalmente el 3 de septiembre de 2012 vio la luz a través del recopilatorio titulado Scarchives Vol. 1.
Kita cuando llegó a la banda no tenía diseñado un traje, por lo que en honor a G-Stealer, en el año 2000, utilizó su máscara y su traje, incluido el pelo que llevaba su personaje cuando estuvo en la banda. Cabe destacar que el primer traje que diseñó Mr. Lordi para la banda fue el de G-Stealer.
En 1999, Keinänen dejó la banda, debido a que encontró un trabajo en Gran Bretaña. Más tarde se trasladó a un trabajo en una empresa de Finlandia llamada Motley, en la que trabaja como director creativo. Magnum reemplazó posteriormente a Sami Keinänen como bajista de la banda.
Casi no hay fotos de él ni información, aunque en la biografía de Lordi (Mie Oon Lordi) existe un apartado dedicado a G-Stealer, con las pocas fotos que se tienen de él. 

## Personaje
G-Stealer, es un hombre-bestia terrible de la galaxia Mu Arae, exactamente como Kita. Originalmente se pensó que esta bestia podría reemplazar a los genes de los seres que encuentra, por lo que su nombre habría sido Replacer Gene. Es una broma del bajista de Kiss, Gene Simmons y como es una gran banda influenciada por Kiss, Keinänen sería, en efecto, el sustituto de Gene pero en la banda Lordi. Sin embargo, se llegó a la conclusión de que "replacer, (sustituto)" sonaba estúpido, y que nadie podía sustituir a Gene Simmons. Por lo que al final, el nombre se acortó a G-Stealer.

## Discografía

### Lordi
Bend Over And Pray The Lord (1999)